# 岡本綾子のNECスーパーゴルフ
『岡本綾子のNECスーパーゴルフ』（おかもとあやこのエヌイーシースーパーゴルフ）は、テレビ東京系列局で放送されていたテレビ東京製作のゴルフ番組である。製作局のテレビ東京では1979年10月1日（東京12チャンネル時代）から2001年3月25日まで放送。

## 概要
プロゴルファー・岡本綾子の冠番組。当初は岡本と一般からの参加者による対抗戦などを行っていたが、1980年代後半からは岡本とアメリカツアーで活躍する女性プロゴルファーによるスキンズマッチ（賞金制マッチプレー）、または芸能人チームとの対抗戦を行っていた。1980年代後半には、岡本に代わって生駒佳与子らが出演していた。
1981年4月からは日本電気 (NEC) が冠スポンサーを務めていたが、後期には同社を筆頭とする複数社提供で放送されていた。

## 歴代司会者
- 天田俊明
- 出門英
- 城達也 - ナレーターのみを担当。
- 土居まさる
- 黒田アーサー
- 小島秀公（当時テレビ東京アナウンサー）
- 島田弘久（テレビ東京アナウンサー）
- 土居壮
- ヒロコ・グレース

## 放送時間
| 期間    | 期間    | 放送時間（日本時間）             | 備考                                          |
| ------- | ------- | -------------------------------- | --------------------------------------------- |
| 1979.10 | 1980.03 | 月曜 - 木曜 23:45 - 23:50（5分） | この時期のみ週4日ペースのミニ番組として放送。 |
| 1980.04 | 1981.03 | 日曜 23:00 - 23:30（30分）       |                                               |
| 1981.04 | 1983.03 | 日曜 22:30 - 23:00（30分）       |                                               |
| 1983.04 | 1983.09 | 金曜 23:00 - 23:30（30分）       |                                               |
| 1983.10 | 1984.09 | 日曜 12:00 - 12:30（30分）       |                                               |
| 1984.10 | 1988.03 | 日曜 12:30 - 13:00（30分）       |                                               |
| 1988.04 | 2000.09 | 日曜 22:30 - 23:00（30分）       |                                               |
| 2000.10 | 2001.03 | 日曜 17:30 - 18:00（30分）       |                                               |

## テーマソング

### オープニングテーマ
- CHAGE&ASKA「On Your Mark」

### エンディングテーマ
- 八神純子「Renaissance」

## 補足
テレビ東京系列外では、北日本放送（富山県、日本テレビ系列）にて、1994年頃に土曜 5:45 - 6:15にて放送されていた時期がある。